# Tara Macken
Tara Macken es una doble y actriz estadounidense. 

## Carrera
Macken también ha aparecido como actriz en las series Sons of Anarchy y Hawaii Five-O, entre otras. Además, realizó trabajos de captura de movimiento para el videojuego de 2012 Resident Evil: Operation Raccoon City. 
Macken apareció en la película de 2012 Los juegos del hambre como tributo del Distrito 4.  